# Выборы глав субъектов Российской Федерации в 1994 году
В 1994 в России проходило значительное число выборов глав субъектов.
| Дата выборов         | Вид выборов                                                  | Результаты выборов (избранное должностное лицо, повторное голосование, недействительность выборов) | Итоги голосования (в процентах) | Примечания |
| 16 января 1994 года  | Выборы президента Республики Северная Осетия                 | Ахсарбек Галазов                                                                                   | активность — 59,8 % Ахсарбек Галазов, Председатель Верховного Совета республики — 64,3 % Сергей Хетагуров, премьер-министр республики — 32,7 % | …          |
| 27 февраля 1994 года | Выборы президента Республики Ингушетия                       | Руслан Аушев                                                                                       | активность — 73 % Руслан Аушев — 94,2 % | …          |
| 27 марта 1994 года   | Выборы главы администрации Иркутской области                 | Юрий Ножиков                                                                                       | активность — ? Юрий Ножиков, действующий глава администрации — 78,2 % Алексей Подмигалов, вице-президент государственной финансово-промышленной компании — 7,9 % Борис Алексеев, заместитель главы администрации области — 4,5 %                                              | …          |
| 17 апреля 1994 года  | Выборы Председателя Правительства Республики Карелия         | Виктор Степанов                                                                                    | активность — ? Виктор Степанов, Председатель Верховного Совета — 68,6 % | …          |
| 8 мая 1994 года      | Выборы главы Республики Коми                                 | Юрий Спиридонов                                                                                    | активность — 36,9 % Юрий Спиридонов, Председатель Верховного Совета — 49,2 % Вячеслав Худяев, председатель Совета Министров Республики Коми — 37 % Валерий Марков, председатель Комитета возрождения народа Коми Александр Гладков, генеральный директор концерна «Интауголь» | …          |
| 16 июня 1994 года    | Выборы президента Республики Бурятия                         | Повторное голосование Александр Иванов — Леонид Потапов                                            | активность — 54,2 % Леонид Потапов, Председатель Верховного Совета — 46,2 % Александр Иванов, председатель Государственного комитета по экономике — 25,7 % Сергей Намсараев, министр образования республики                                                                   | …          |
| 30 июня 1994 года    | Выборы президента Республики Бурятия (повторное голосование) | Юрий Спиридонов                                                                                    | активность — 50,8 % Леонид Потапов — 71,7 % Александр Иванов — 24,9 % | …          |